# Vladimir Zarev
Vladimir Zarev (născut la Sofia în 1947 - ...) este un scriitor bulgar contemporan.